# Halina Snopkiewicz
Halina Snopkiewicz (ur. 16 kwietnia 1934 w Zawierciu, zm. 30 czerwca 1980 w Warszawie) – polska powieściopisarka, tłumaczka, autorka powieści dla młodzieży.

## Życiorys
Córka Józefa Snopkiewicza, nauczyciela, oficera Wojska Polskiego, i Genowefy z domu Gbyliczek, również nauczycielki. Dzieciństwo spędziła w Zawierciu u wujostwa Krzakiewiczów. Okres okupacji niemieckiej przeżyła na Kielecczyźnie, we wsi Skłoby. 
Po II wojnie światowej uczyła się kolejno w Gimnazjum oraz Liceum im. A. Witkowskiego w Skarżysku-Kamiennej. Szkoła ta została uwieczniona na kartach Słoneczników. W latach 1948–1951 mieszkała w Zawierciu. Tam uczęszczała do Państwowego Gimnazjum i Liceum. Po maturze przeniosła się do stolicy, gdzie podjęła studia na Akademii Medycznej w Warszawie. Studiów nie ukończyła i zajęła się pracą literacką. Zadebiutowała w 1962 roku jako tłumaczka literatury greckiej, wydała wtedy powieść Słoneczniki, poruszającą tematykę rozwoju psychologicznego młodzieży. W 1966 i 1967 opublikowała powieści Drzwi do lasu i Tabliczka marzenia, poświęcone podobnym zagadnieniom. 
Snopkiewicz to pisarka tzw. powieści dla dziewcząt, omawiających problemy życia wewnętrznego, szkolnego i społecznego. W swoich książkach opisuje najczęściej tematy związane z pierwszą miłością i budzeniem się zainteresowań erotycznych. Jej utwory oparte są często na materiale autobiograficznym, osadzone są w latach 60. XX wieku.
Halina Snopkiewicz wiele podróżowała, odwiedziła między innymi Holandię, Belgię, Niemcy, Bułgarię, ZSRR, Portugalię, Syjam oraz Japonię. Zmarła na zawał serca.
Córką pisarki jest Małgorzata Snopkiewicz, która jako studentka polonistyki zagrała główną rolę w filmie Jana Batorego Con amore, ale nie kontynuowała kariery aktorskiej.

## Twórczość
- Piękny statek (1964)
- Drzwi do lasu (1966)
- Tabliczka marzenia (1967)
- Karygodna zabawa (1970)
- Do pewnego stopnia (1970), reportaż z Dalekiego Wschodu
- Katastrofa nadfioletu (1974)
- Kołowrotek (1975)

Seria Słoneczniki
- Słoneczniki (1962)
- Paladyni (1964)